# 백련산
백련산은 대한민국 서울특별시 은평구와 서대문구에 있는 산이다, 백련사라는 절이 위치해 있으며, 정상에 팔각정이 있다. 주변에는 명지대학교, 명지전문대학, 명지고등학교, 충암고등학교, 서대문문화회관, 서울특별시 은평병원, 그랜드 힐튼 서울, 정원여자중학교, 은평구청 등이 있다.